# Nedremetsjön
Nedremetsjön är en sjö i Storumans kommun i Lappland och ingår i Umeälvens huvudavrinningsområde. Sjön har en area på 0,73 kvadratkilometer och ligger 747,5 meter över havet. Nedremetsjön ligger i Vindelfjällen Natura 2000-område. Sjön avvattnas av vattendraget Magasjöbäcken.

## Delavrinningsområde
Nedremetsjön ingår i det delavrinningsområde (727825-152138) som SMHI kallar för Utloppet av Nedremetsjön. Medelhöjden är 764 meter över havet och ytan är 6,53 kvadratkilometer. Räknas de 2 avrinningsområdena uppströms in blir den ackumulerade arean 9,52 kvadratkilometer. Magasjöbäcken som avvattnar avrinningsområdet har biflödesordning 3, vilket innebär att vattnet flödar genom totalt 3 vattendrag innan det når havet efter 336 kilometer. Avrinningsområdet består mestadels av skog (76 procent). Avrinningsområdet har 0,87 kvadratkilometer vattenytor vilket ger det en sjöprocent på 13,3 procent.